# Джейн Преєр
Джейн Преєр (англ. Jane Preyer; нар. 6 грудня 1953) — колишня американська тенісистка.
Найвищим досягненням на турнірах Великого шолома було 3 коло в одиночному розряді.

## Фінали Туру WTA

### Парний розряд (0-1)
| Результат | Дата     | Турнір       | Покриття | Партнерка     | Суперниці                 | Рахунок  |
| --------- | -------- | ------------ | -------- | ------------- | ------------------------- | -------- |
| Поразка   | Лют 1982 | Нашвілл, США | Килим    | Алісія Молтон | Кріс О'Ніл Міммі Вікстедт | 2–6, 6–7 |